# Lista över kroppens organ
Detta är en alfabetisk lista över människokroppens organ. Med variationer främst i terminologi är organen de samma för alla däggdjur och med mindre variationer även hos andra högre stående organismer.
- artär
- bihåla
- binjurar
- bisköldkörtlar
- blindtarm
- blodkärl
- bräss (thymus)
- bröstkorg
- bröstvårta
- bukspottkörtel (pancreas)
- diafragma
- gallblåsa
- hjärna
- hjärta
- huden
- hypofys
- kvinnobröst
- leder
- lever
- livmoder
- luftstrupe
- läpp
- lungor
- magsäck
- muskel
- matstrupe
- mjälte
- mun
- nerv
- njurar
- prostata
- skelett
- sköldkörtel
- struphuvud
- svalg
- tarmar
- testiklar
- tjocktarm
- tolvfingertarm
- tunntarm
- urinblåsa
- vener
- äggstockar
- ögon